# Toyo TT-10
Die Toyo TT-10 ist ein Schulflugzeug des japanischen Herstellers Toyo Aircraft Manufacturing Co.

## Geschichte und Konstruktion
Nach Aufhebung des Luftfahrtverbotes begann 1952 Toyo Aircraft Manufacturing Co. mit der Entwicklung der TT-10. Das Flugzeug ist ein zweisitziger Tiefdecker mit festem Spornradfahrwerk. Lehrer und Schüler sitzen in einem geschlossenen Cockpit hintereinander. Der Rumpf der TT-10 besteht aus einem geschweißten Chrom-Molybdän-Stahlrahmen und ist, ebenso wie die aus einem Holzrahmen bestehenden Tragflächen, mit Stoff bespannt. Die Maschine wird von einem Vierzylinderboxermotor Lycoming O-290-D2 mit 100 kW angetrieben. Der erste Prototyp flog am 30. Dezember 1952 erstmals, das Serienmodell am 11. Februar 1953. Vermutlich wurden nur diese beiden Maschinen gebaut.

## Technische Daten
| Kenngröße             | Daten                       |
| --------------------- | --------------------------- |
| Besatzung             | 2                           |
| Länge                 | 7,15 m                      |
| Spannweite            | 8,60 m                      |
| Höhe                  | 2,10 m                      |
| Flügelfläche          | 12 m²                       |
| Flügelstreckung       | 6,2                         |
| Leermasse             | 568 kg                      |
| max. Startmasse       | 800 kg                      |
| Reisegeschwindigkeit  | 190 km/h                    |
| Höchstgeschwindigkeit | 235 km/h                    |
| Dienstgipfelhöhe      | 4300 m                      |
| Reichweite            | 685 km                      |
| Triebwerke            | 1 Lycoming O-290-D2, 100 kW |

## Erhaltene Exemplare
- Eine Maschine befindet sich im Tokyo Metropolitan Industrial Technology College of Technology